# Versuch der Beteiligung
Versuch der Beteiligung ist die amtliche Überschrift des § 30 des deutschen Strafgesetzbuches, der die Strafbarkeit von versuchten Beteiligungshandlungen an bestimmten Straftaten normiert.
§ 30 Abs. 1 StGB bestraft die versuchte Anstiftung, § 30 Abs. 2 StGB die mittäterschaftliche Verabredung von Verbrechen. Ebenso – wenn auch praktisch weniger bedeutsam – ist nach § 30 Abs. 2 StGB das Sichbereiterklären und die Annahme des Erbietens eines anderen, ein Verbrechen zu begehen oder zu ihm anzustiften, strafbar.
Im Umkehrschluss aus § 30 StGB ergibt sich die Straflosigkeit der versuchten Beihilfe.
Zu § 30 StGB gibt es mit § 31 StGB eine eigenständige Rücktrittsregelung.
§ 30 StGB ist subsidiär und tritt auf Konkurrenzebene zurück, soweit die geplante Tat zumindest das Versuchsstadium erreicht hat. Das gilt auch, wenn der Täter vergeblich versucht hat, einen anderen anzustiften und sodann die Tat als (Mit-)Täter selbst begeht. § 30 tritt allerdings gegenüber Vorschriften, die nicht die geplante Tat betreffen, nicht zurück.
Gemäß § 30 Abs. 1 S. 2 StGB ist die Strafe nach § 49 Abs. 1 StGB zu mildern. Die Regelungen des § 23 Abs. 3 StGB über den groben Unverstand gelten gemäß § 23 Abs. 1 S. 3 StGB entsprechend.

## Systematische Einordnung
Der Themenkomplex des § 30 StGB wird in der Rechtswissenschaft auch als „Vorstufen der Beteiligung“ bezeichnet.
§ 30 StGB dehnt damit die Strafbarkeit in manchen Fällen ins Vorfeld von konkreten Straftaten aus und gleicht damit – neben den speziellen und selbständigen Vorfeldtatbständen im Besonderen Teil wie z. B. Kriminelle Vereinigung (§ 129 ff. StGB oder § 149 StGB) – die mit dem unmittelbaren Ansetzen relativ spät beginnende Versuchsstrafbarkeit aus.
Diese Strafausdehnung sei zum Rechtsgüterschutz unerlässlich, und zwar bei § 30 Abs. 1 StGB wegen des Kontrollverlustes des Handelnden und, insbesondere bei § 30 Abs. 2 Var. 3 StGB, der Verbrechensverabredung, wegen der sozialen Bindung einer einmal getroffenen Absprache.

## Entstehungsgeschichte
Die Entstehungsgeschichte des § 30 StGB geht auf den sog. Duchesne-Paragraf zurück: Ende 1874 unternahm der belgische Kesselschmied Duchesne den dann erfolglosen Versuch, den Erzbischof von Paris Joseph Hippolyte Guibert dazu anzustiften, für die geplante Ermordung des deutschen Reichskanzlers Bismarck die Zahlung einer Belohnung zu veranlassen. Nachdem der Versuch öffentlich geworden war, drängte die deutsche Reichsregierung einerseits die belgische Führung darauf, das Sichbereiterklären des Duchesne wie auch seine versuchte Anstiftung unter Strafe zu stellen, und betrieb andererseits die Schaffung eines neuen § 49a RStGB mit ebendiesem Inhalt. § 49a RStGB von 1876 wurde bei der Umstellung des Allgemeinen Teils des StGBs durch die große Strafrechtsreform zu § 30 StGB.

## Versuchte Anstiftung (§ 30 Abs. 1 StGB)
- § 30 Abs. 1 S. 1 StGB erfasst Fälle der versuchten erfolglosen Anstiftung.
- § 30 Abs. 1 S. 1 StGB erfasst Fälle der zwar vollendeten Anstiftung, bei denen der Angestiftete aber nicht bis zum Versuch gekommen ist. Mangels Haupttat wäre diese Anstiftung wegen der Akzessorietät der Teilnahme ohne § 30 Abs. 1 S. 1 StGB straffrei.
- § 30 Abs. 1 S. 1 StGB gilt auch für die Anstiftung zur Anstiftung („oder zu ihm anzustiften“).
- Es stellen sich die üblichen Probleme des Versuchs (z. B. Versuchsbeginn) und der Anstiftung (z. B. doppelter Anstiftervorsatz und auch das Problem des omnimodo facturus sowie das des agent provocateur).

## Verbrechensverabredung (§ 30 Abs. 2 StGB)
- § 30 Abs. 2 Var. 1 StGB erfasst die Fälle, in denen sich der (spätere) Täter erbietet, ein Verbrechen zu begehen, d. h. seine Tatgeneigtheit zum Ausdruck bringt und den endgültigen Tatentschluss von der Annahme eines anderen abhängig macht.
- § 30 Abs. 2 Var. 1 StGB erfasst ebenso die Annahme der Aufforderung zu einem Verbrechen, d. h. die Reaktion auf die Anstiftung nach § 30 Abs. 1 S. 1 StGB.
- § 30 Abs. 2 Var. 2 StGB erfasst Fälle der Annahme des Erbietens eines anderen zur Begehung eines Verbrechens oder zur Anstiftung zu einem Verbrechen, wobei in diesem Fall die Initiative beim Täter der (späteren) Haupttat und gerade nicht beim Anstifter liegt.
- § 30 Abs. 2 Var. 3 StGB erfasst zudem die Verabredung, mit einem anderen ein Verbrechen zu begehen oder zu einem Verbrechen anzustiften (sog. Verbrechensverabredung). Bei einer Verabredung zum Schein liegt aufgrund des inneren Vorbehalts desjenigen, der sich nur zum Schein verabredet, begrifflich schon keine Verabredung vor. Allerdings kommt dann je nach Sachverhalt noch eine Strafbarkeit gem. § 30 Abs. 2 Var. 2 StGB in Betracht.